# Monument aux morts de Gentioux-Pigerolles
Le monument aux morts de Gentioux, d'inspiration pacifiste, est situé dans la commune de Gentioux-Pigerolles dans le  département de la Creuse et la région Nouvelle-Aquitaine.
Le monument fait figurer un enfant le poing tendu vers l'inscription « Maudite soit la guerre », symbolisant la douleur et la révolte après la perte d'un père lors de la Première Guerre mondiale.
Il fait l’objet d’une inscription au titre des monuments historiques depuis le 9 février 1990.

## Contexte historique
La Première Guerre mondiale se déroule de 1914 à 1918. Cette guerre a mobilisé plus de soldats, provoqué plus de décès et causé plus de destructions matérielles que toute guerre antérieure. Plus de soixante millions de soldats y ont pris part,. Pendant cette guerre, environ 9 millions de personnes sont décédées et environ 8 millions sont devenues invalides,.
Les communes de Gentioux et de Pigerolles ont fusionné en 1972, mais il existe toujours deux mairies et deux monuments aux morts. Le monument de Pigerolles est conventionnel, alors que celui de Gentioux est devenu un des monuments aux morts pacifistes français parmi les plus connus.

## Descriptif

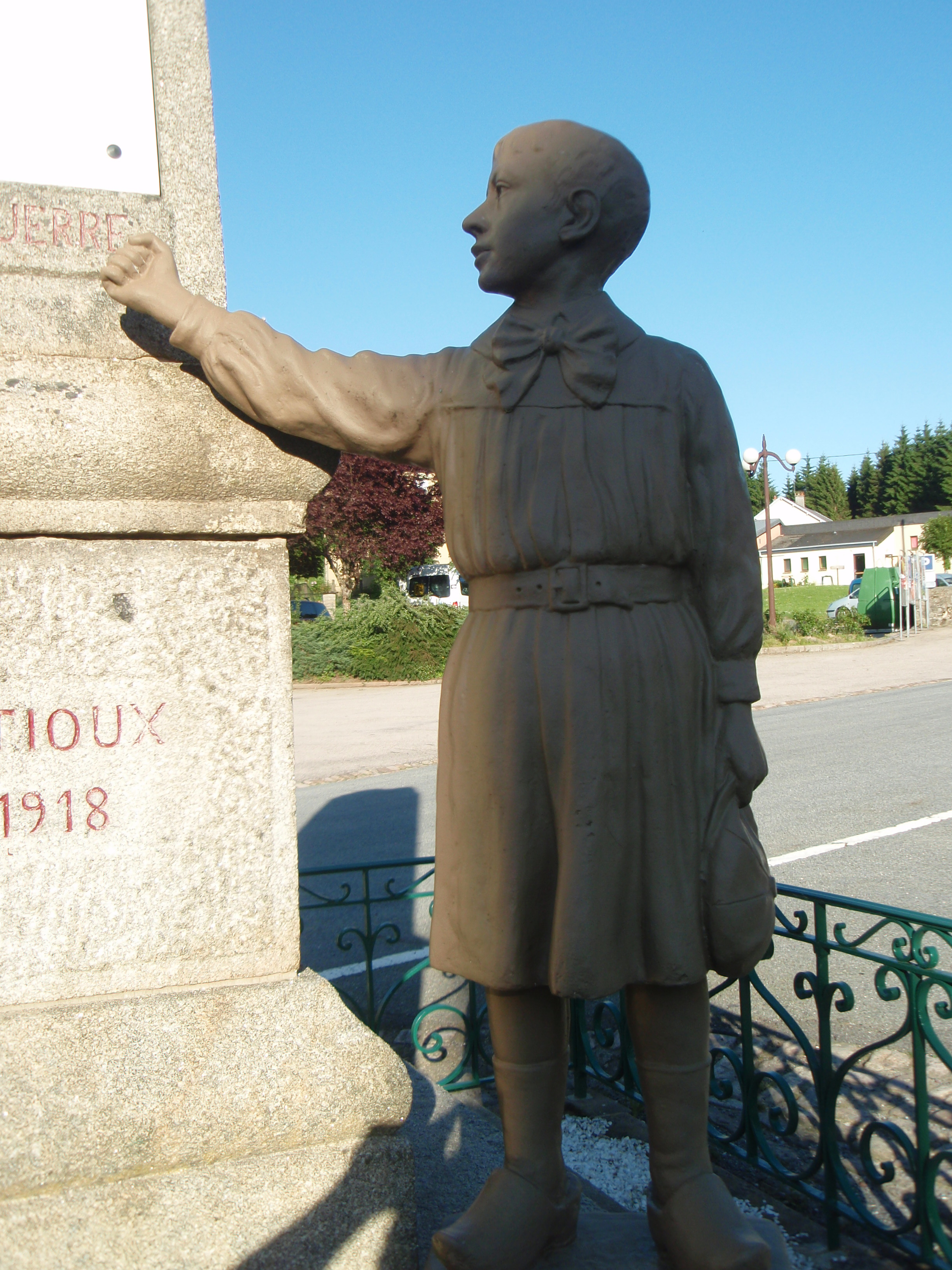
Statue de l'enfant

Le monument de Gentioux, en granit, en fonte et en marbre, est constitué d'une colonne élevée sur un socle de trois marches.
Elle porte les palmes de la victoire ou de la paix. La hauteur du monument est de 3,80 mètres sur une largeur de 2,78 mètres. La face principale comporte une stèle où sont gravés les noms des 58 soldats morts pendant la guerre de 14-18. Cinq noms issus d'autres conflits ont été ajoutés.
En bas de la colonne, un écriteau portant l'inscription « Maudite soit la guerre » est désigné par un enfant. C’est un orphelin habillé avec un sarrau, la blouse de l’écolier, en sabots, sa casquette à la main gauche. Il lève le bras droit, le poing serré, en montrant les 63 noms gravés.

## Histoire
L'histoire du monument commence en 1922 quand, à l’initiative du maire du village, Jules Coutaud, SFIO (socialiste de l'époque), maréchal-ferrant, ancien combattant gazé pendant la Première Guerre mondiale, il est décidé de l'ériger. Jules Coutaud a été maire de Gentioux pendant 45 ans de 1920 à 1965.
Trois projets sont présentés au conseil municipal. C'est celui de Jean-Marie Duburgt, conseiller municipal et ébéniste de profession qui est retenu. Coutaud explique ainsi son choix : 
« Plutôt qu'un Poilu, j'ai voulu traduire un cri du cœur. J'ai donc dessiné un orphelin, en tenue d'écolier, montrant du doigt cette inscription gravée dans la pierre et qui était alors sur toutes les lèvres : « Maudite soit la guerre ! ». »
Un  modèle en bois est dessiné par le concepteur du projet, Jean-Marie Duburgt, puis ce sont des artisans locaux qui réalisent le monument. La sculpture de l'écolier, en fonte, est de Jules Pollacchi. Elle sera fondue par E. Guichard, et c'est l'entrepreneur Émile Eglizeaud, entrepreneur de Faux-la-Montagne, qui construira l'ensemble du monument. Celui-ci  coûtera 11 640 francs, avec le financement suivant : 3 909  francs de souscription publique, 6 169 francs pris sur le budget communal et 1 562 francs de subvention de l'État.
En 1922, le monument est inauguré par les élus locaux et la population, mais la préfecture refusera d'être représentée. Ainsi le monument ne fut pas officiellement inauguré. On respectait ainsi une circulaire de la Troisième République y interdisant les manifestations. Lors du passage des troupes devant le monument, lorsque celles-ci rejoignaient le camp militaire de La Courtine, ordre était donné à celles-ci de détourner la tête. Il ne reçut une reconnaissance officielle qu'en 1985, lorsque le préfet et des officiers, quelques jours après l'inauguration d'une gendarmerie, assistèrent par hasard au dépôt d'une gerbe devant ce « monument maudit ».
Il est inscrit à l'inventaire supplémentaire des Monuments historiques au titre des lieux de mémoire, depuis le 9 février 1990 et la plaque « Maudite soit la guerre » est inamovible.

## Les victimes inscrites
Les 63 noms sont gravés en lettres d'or sur une plaque de marbre blanc. Parmi les 58 victimes de la Première Guerre mondiale, plusieurs familles ont perdu deux à trois enfants.

## Mémoire

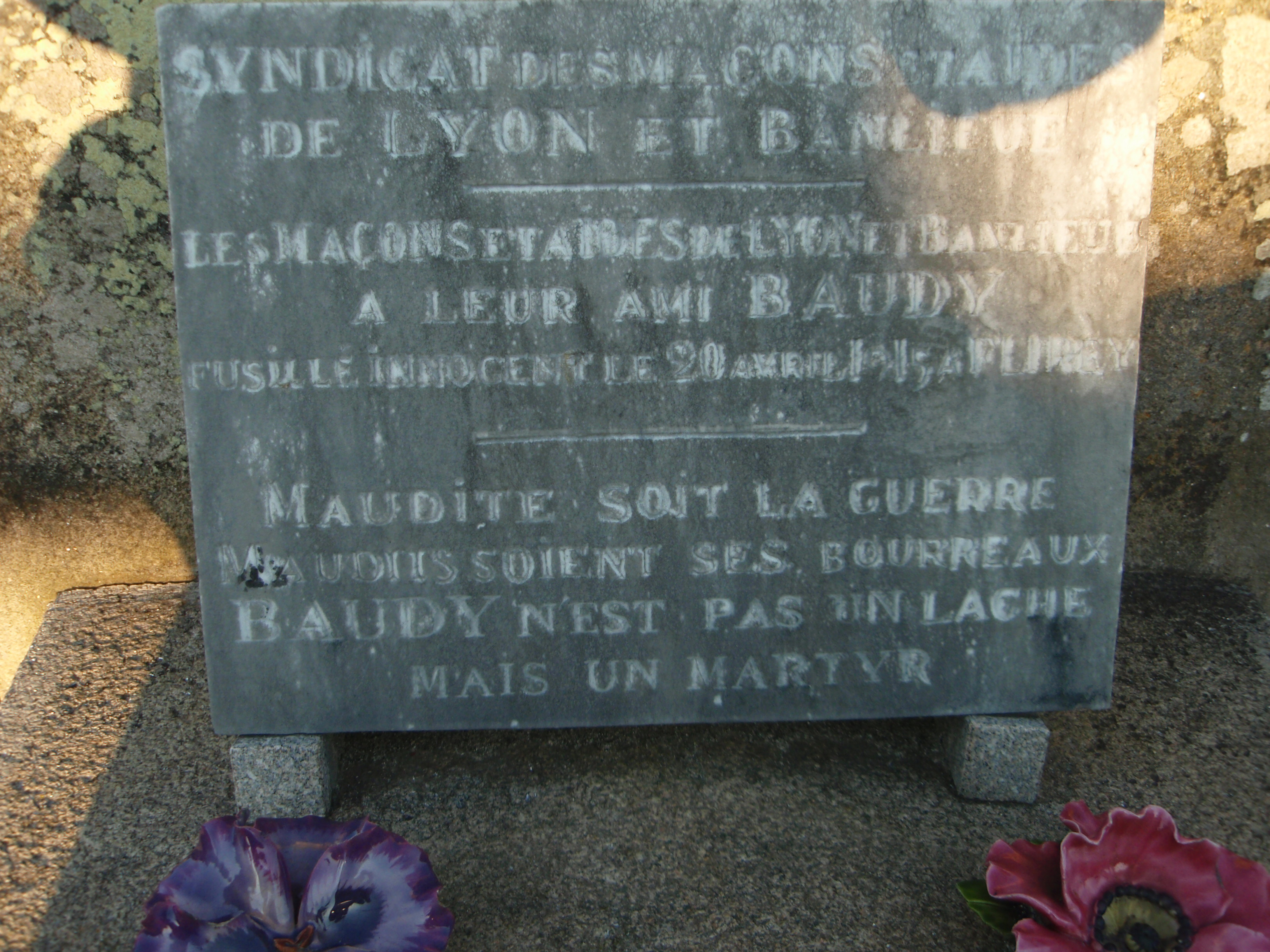
La stèle sur la tombe de Félix Baudy.

Chaque 11-Novembre, des militants d'associations et de partis politiques de divers horizons viennent se recueillir devant le monument aux morts de la commune de Gentioux. À cette occasion, les participants entonnent la chanson de Craonne.
Puis ils vont déposer une gerbe sur la tombe de Félix Baudy, soldat fusillé pour l'exemple en 1915 et réhabilité en 1934, dans le cimetière de la commune mitoyenne de Royère-de-Vassivière. La sépulture de Félix Baudy est dans le cimetière communal de Royère où une plaque, réalisée par ses amis maçons, y est posée avec cette inscription : 
« Maudite soit la guerre - Maudits soient ses bourreaux - Baudy n'est pas un lâche - Mais un martyr. ».
Cette plaque a été rénovée en 2005 à l'initiative du comité laïc des amis du monument de Gentioux
. Son nom est aussi inscrit sur le monument aux morts de la commune de Royére.
Le 11 novembre 2008, un millier de manifestants, selon les organisateurs, étaient présents. Cette manifestation était organisée par la Fédération nationale de la libre pensée, la Ligue des droits de l'Homme, l’Association républicaine des anciens combattants, l’Union pacifiste de France et le Mouvement de la Paix. Marc Blondel ancien secrétaire du syndicat FO, qui était alors le secrétaire général de la Fédération nationale de la Libre Pensée, a participé à ce rassemblement devant le monument. À cette occasion Marc Blondel a demandé la réhabilitation des soldats fusillés pour l'exemple : « Il est grand temps que l’ensemble des morts de la Grande Guerre réintègre la mémoire nationale, qu’ils n’ont d’ailleurs jamais vraiment quittée, du fait du combat de nos associations. Il est temps maintenant de les réhabiliter pleinement, publiquement, collectivement et sans fausse honte ».
Ce monument est devenu, au fil des manifestations pacifistes et libertaires qui s'y déroulent tous les ans, un symbole du pacifisme et du rejet de la guerre et du militarisme.
Le groupe Entre 2 caisses met ce monument aux morts à l'honneur dans le titre Gentioux et Termignon, composé par Dominique Bouchery et tiré de l'album On y est presque (2009), également présent dans l'album Les Rongeurs (2010) du groupe ardéchois « L'espoir Williams ».
Dans la nuit du 8 au 9 juillet 2023, le monument est tagué des prénoms de quatre jeunes gens tués lors d'interventions policières en France (Zyed Benna et Bouna Traoré en 2005, Adama Traoré en 2016 et Nahel Merzouk en 2023). Ce vandalisme est condamné. Ces tags sont effacés le matin du 9 juillet, peu avant le passage de l'étape du Tour de France.
Dans la nuit du 10 au 11 novembre 2023 le monument est à nouveau tagué. Une drapeau palestinien ainsi que les inscriptions "Free Palestine" et une autre en arabe y ont été peints

## Pour approfondir